# 椎名歩未
椎名 歩未（しいな あゆみ）は、日本の漫画家、同人作家。
女性。鈴木次郎のアシスタントをしていた。

## 人物
サークル名『幸街』で同人活動をしている。

## 主な作品

### 連載
- ○○せよ!! 戦国学園生徒会（『ガンガンONLINE』、スクウェア・エニックス）

### 単行本
日付は奥付上のもの。
1. ○○せよ!! 戦国学園生徒会（2011/07/22, スクウェア・エニックス） ISBN 978-4757532892